# محمدآباد (چشمه زیارت، دو)
محمدآباد یا موتور حاجی بهادر روستایی در دهستان چشمه زیارت بخش مرکزی شهرستان زاهدان استان سیستان و بلوچستان ایران است.

## جمعیت
بر پایه سرشماری عمومی نفوس و مسکن در سال ۱۳۹۵ جمعیت این روستا ۵۶ نفر (۱۶خانوار) بوده‌است.